# Orologio astronomico della cattedrale di Exeter

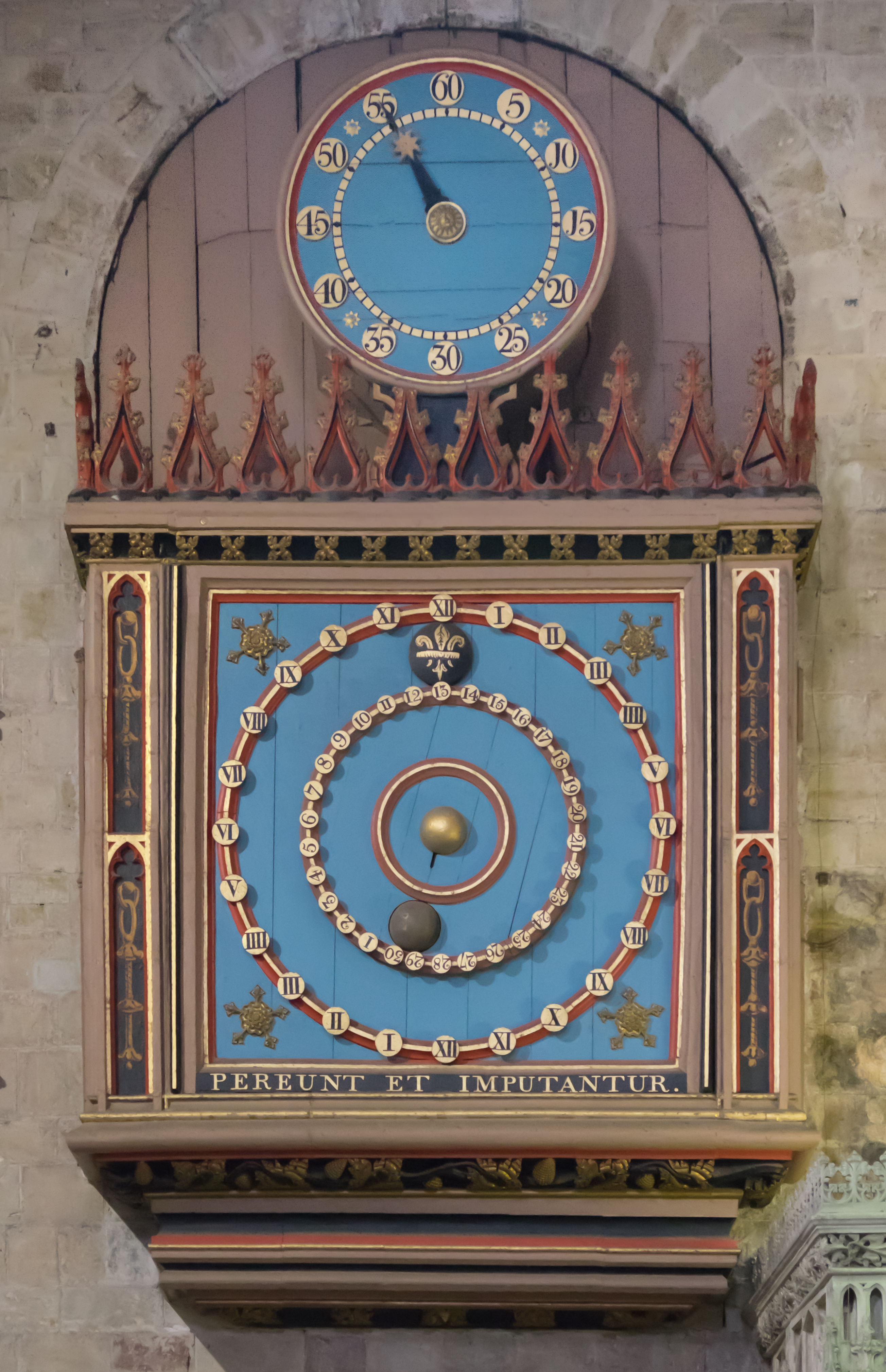
L'orologio astronomico.

L'orologio astronomico della cattedrale di Exeter venne costruito in diversi periodi storici.

## Storia
Le prime notizie circa l'esistenza di questo orologio astronomico risalgono al 1484. La struttura è suddivisa in due parti sovrapposte: il quadrante inferiore, risalente al medioevo, e quello superiore, aggiunto nel 1759.
Il quadrante inferiore è posizionato all'interno di una grande cassa di forma quadrata. Il disco più esterno reca i numeri da I a XII, ripetuti due volte. Un giglio dorato, simboleggiante il Sole, fa un giro completo nell'arco delle 24 ore, indicando l'ora. La base del giglio, invece, indica il giorno del mese lunare, da 1 a 30, nel disco immediatamente interno.
Una sfera rotante bianca e nera, nel disco successivo, indica la fase lunare in corso. Al centro del quadrante una sfera dorata rappresenta la Terra. Alla base è presente l'iscrizione latina di stampo moraleggiante Pereunt et imputantur ("Le ore passano e sono contate"). L'attuale meccanismo interno dell'orologio venne realizzato dalla ditta Gillett & Bland nel 1885.
Una piccola campana, posta dietro il quadrante, suona ogni quarto d'ora. Il quadrante superiore, posizionato senza cassa, venne aggiunto nel XVIII secolo ed è formato da un disco con una lancetta che segna i minuti.